# Jean Hamburger
Pour les articles homonymes, voir Hamburger (homonymie).
Jean Hamburger ([ɑ̃.buʁ.ge]), né le 15 juillet 1909 à Paris et mort le 1er février 1992 dans la même ville, est un médecin et essayiste français, membre de l'Académie française et de l'Académie des sciences.
Il est le père de Michel Berger (1947-1992).
Au-delà de son rôle majeur en médecine, il est le créateur d’une discipline nouvelle, la biosociologie.

## Biographie

### Jeunesse et études
Jean Hamburger naît le 15 juillet 1909 dans le 8e arrondissement de Paris, en France, fils d'Abraham Hamburger, un marchand d'art d'origine juive installé au coin de la place Vendôme et de la rue Saint-Honoré, à Paris.
Après des études secondaires au lycée Carnot, Jean Hamburger fait des études universitaires à la faculté des sciences et à la faculté de médecine de Paris. Il est l'élève du professeur Louis Pasteur Vallery-Radot.

### Carrière en médecine
Il est interne (1931), chef de clinique (1936), médecin des hôpitaux (1945), professeur agrégé (1946), chef de service à l'hôpital Necker (1951-1982), professeur de clinique néphrologique à la faculté de médecine de Paris (hôpital Necker), de 1958 à 1982, directeur du groupe de recherche en néphrologie de l'Association Claude Bernard et de l'Institut national d'hygiène (1951-1964), puis de l'unité de recherche Inserm U25 (sur le rein et l'immunologie des greffes) en 1964-1982, président de la Commission scientifique spéciale 5 de l'Inserm (métabolisme inorganique, physiologie et pathologie rénales et ostéo-articulaires) en 1964-1967, et 1968-1974, président de la Société française de néphrologie en 1957-1959, puis de la Société internationale de néphrologie en 1960-1963, puis de la Société internationale de transplantation en 1968-1970.
Jean Hamburger commence les premiers essais expérimentaux de la greffe de rein dès 1945. Il décide, avec Louis Michon, Nicolas Oeconomos, Pierre Delinotte et Jean Vaysse, la première transplantation rénale en France, en décembre 1952, sur le jeune charpentier de seize ans Marius Renard, l'opération a un retentissement exceptionnel à l'époque. Il définit les méthodes et les règles de ce type de transplantation avec l'aide de René Küss et de Gabriel Richet. Il obtient un premier succès prolongé en 1953, mais c'est Joseph Murray et Donnall Thomas qui ont le premier succès définitif en 1954 avec de vrais jumeaux. Hamburger s'oriente vers cette approche entre faux jumeaux en 1959, et entre non-jumeaux en 1962 avec l'utilisation des immunosuppresseurs développés par Murray.
Il est le créateur du concept de réanimation médicale en 1953 et de la discipline qu'il a proposé de nommer néphrologie, c'est-à-dire l'étude du rein normal et des maladies du rein. Il réalise le premier rein artificiel français en 1955 et présente la dialyse du rein.
Il est l'auteur de recherches fondamentales sur l'immunologie des maladies rénales, l'immunologie des greffes et les maladies auto-immunes.
En 1969, il est invité avec Jean Bernard par le président de la République, Georges Pompidou, au palais de l'Élysée, afin de parler de l'état de la recherche médicale.

### Vie privée
Jean Hamburger est marié avec la pianiste Annette Haas (1912-2002). Ils ont trois enfants : l'architecte et peintre Bernard Hamburger (1940-1982), le chanteur-auteur-compositeur Michel Berger (1947-1992) et Françoise.
En 1953 il est opéré pour une tuberculose, il refuse l’anesthésie et veut lui-même diriger sa propre opération. Mais après l’opération, il ne reconnaît pas sa famille. Retrouvant la mémoire, il a changé. Il abandonne femme et enfants sans donner de raison.
Le 16 mars 1972, il présente son ouvrage à approche biologisante La puissance et la fragilité dans Italiques. À la question « Êtes-vous quelqu'un d'optimiste ou de pessimiste ? » il répond : « La tendance d'un homme comme moi et mille autres et cent mille autres, c'est d'être un spectateur, à certains égards, et un spectateur, disons qu'il y a un certain nombre d'éléments dont vous avez l'air de vous moquer totalement du matin au soir en faisant vos systèmes et c'est pourtant fondamental, c'est le centre de l'histoire, ».
Comme créateur de la bio sociologie, il dit « la belle imprudence » que constitue la révolte de l’homme contre les lois de la nature - spécialement la sélection naturelle -, devenue sa raison même de vivre : les modalités d’optimisation et de pérennité de cet écart restent à inventer. 
Il se remarie avec Catherine Deschamps (1931-2006).

### Mort
Jean Hamburger meurt le 1er février 1992, à l'âge de 82 ans. Il est inhumé au cimetière de Montmartre (division 29). Son fils Michel meurt six mois plus tard d'une crise cardiaque et le rejoint dans la même tombe où son nom n'est pas inscrit.
François Mitterrand, président de la République en exercice, déclare à sa mort : « Avec lui disparaît une personnalité remarquable. Il avait su allier avec rigueur et intelligence son apport à la recherche et une réflexion de moraliste sur le rôle du médecin face aux grandes découvertes. Il a contribué à maintenir la grande tradition médicale française. Il restera un exemple pour de nombreuses générations confrontées à de nouvelles questions éthiques sur l'homme et la vie. »

## Académie française
Membre du réseau de résistance du musée de l'Homme, fondateur et vice-président de la Fondation pour la recherche médicale, membre des Conseils de l'ordre de la Légion d'honneur et des Arts et Lettres, président du Conseil d'administration et du Conseil scientifique du Palais de la découverte, il devient membre en 1974 de l'Académie des sciences et, en 1975, de l'Académie nationale de médecine ainsi que de plusieurs académies étrangères, dont le Royal College of physicians. Il est fait docteur honoris causa des universités d'Athènes, Buenos Aires, Édimbourg, Genève, Louvain, Lund et Porto.
Le 18 avril 1985, le même jour que Michel Mohrt, il est élu membre de l'Académie française au 4e fauteuil, succédant à Pierre Emmanuel.

## Honneurs

### Décorations
- Grand officier de la Légion d'honneur.
- Grand officier de l'ordre national du Mérite (1979)[13].
- Chevalier de l'ordre des Arts et des Lettres.

### Récompenses
- [1967 et 1973]  : Lauréat de l'Académie des sciences ;
- [1972]  : Prix Femina Vacaresco ;
- [1973]  : Lauréat de la National Kidney Foundation de Washington ;
- [1979]  : Prix mondial Cino-Del-Duca ;
- s.d. : Prix Balzac ;
- [1985]  : Fondateur de la revue franco-québécoise Médecine/sciences ;
- s.d. : Docteur honoris causa de l'université de Porto (Portugal) ;
- [1971]  : Docteur honoris causa de l'université catholique de Louvain (Belgique).

## Œuvres
- 1935 : Les Migraines (avec Louis Pasteur Vallery-Radot), éditions Masson.
- 1936 : Physiologie de l'innervation rénale, éd. Masson.
- 1944 : Petite Encyclopédie médicale, Éditions Cartier (3 éditions), puis Flammarion-Médecine, et Lavoisier (21 éditions).
- 1948 : Nouveaux procédés d'exploration fonctionnelle du rein, éd. Flammarion.
- 1949 : Métabolisme de l'eau, éd. Flammarion.
- 1951 : Traité de pathologie médicale (3 volumes), éd. Flammarion.
- 1952 : Le Retentissement humoral de l'insuffisance rénale, éd. Lorie, Bruxelles.
- 1954 : Techniques de réanimation médicale, éd. Flammarion.
- 1961 : L'Insuffisance rénale, éd. Springer Verlag.
- 1963 : Conseils aux étudiants en médecine, éd. Flammarion.
- 1966 : Traité de néphrologie (2 volumes), éd. Flammarion.
- 1971 : La Transplantation rénale, éd. Flammarion.
- 1971 : Structure and Function of the Kidney, éd. Saunders.
- 1972 : La Puissance et la Fragilité, éd. Flammarion.
- 1975 : Dictionnaire de médecine, préface et direction, éd. Flammarion.
- 1976 : L’Homme et les Hommes, éd. Flammarion.
- 1979 : Demain, les autres, éd. Flammarion.
- 1979 : Néphrologie (2 volumes), éd. Flammarion.
- 1981 : Un jour, un homme..., éd. Flammarion.
- 1982 : Introduction au langage de la médecine, éd. Flammarion.
- 1983 : Le Journal d’Harvey, éd. Flammarion.
- 1984 : La Raison et la Passion, éd. Le Seuil.
- 1985 : Le Dieu foudroyé, éd. Flammarion.
- 1986 : Le Miel et la Ciguë, éd. Le Seuil.
- 1988 : Monsieur Littré, éd. Flammarion.
- 1988 : La Plus Belle Aventure du monde, éd. Gallimard.
- 1988 : Zouchy et quelques autres histoires, éd. Flammarion.
- 1989 : Dictionnaire promenade, éd. Le Seuil.
- 1990 : La Puissance et la Fragilité. Vingt ans après, éd. Flammarion.
- 1990 : Le Livre de l’aventure humaine, éd. Flammarion.
- 1991 : Les Belles Imprudences, réflexion sur la condition humaine, éditions Odile Jacob.